# Berufsschule Linz 1
Die Berufsschule Linz 1 (BS 1) ist eine oberösterreichische Berufsschule in Linz-Urfahr. Wie die anderen 21 Berufsschulen in Oberösterreich untersteht sie der Bildungsdirektion von Oberösterreich. Die duale Ausbildung beinhaltet parallel zur praktischen Einführung in den gewählten Beruf den Besuch einer Berufsschule: Das betrifft sowohl
Lehrlinge, die einen gültigen Lehrvertrag abgeschlossen haben, als auch Personen, die in einer Ausbildungseinrichtung ausgebildet werden.
Unter Direktorin Edith Eisner beschäftigt die Schule etwa 40 Mitarbeiter, darunter 30 Lehrer. Jährlich werden in der Berufsschule Linz 1 etwa 800 Schüler unterrichtet, wobei die Schülerzahl im Sinken begriffen ist.

## Geschichte und Bauwerk

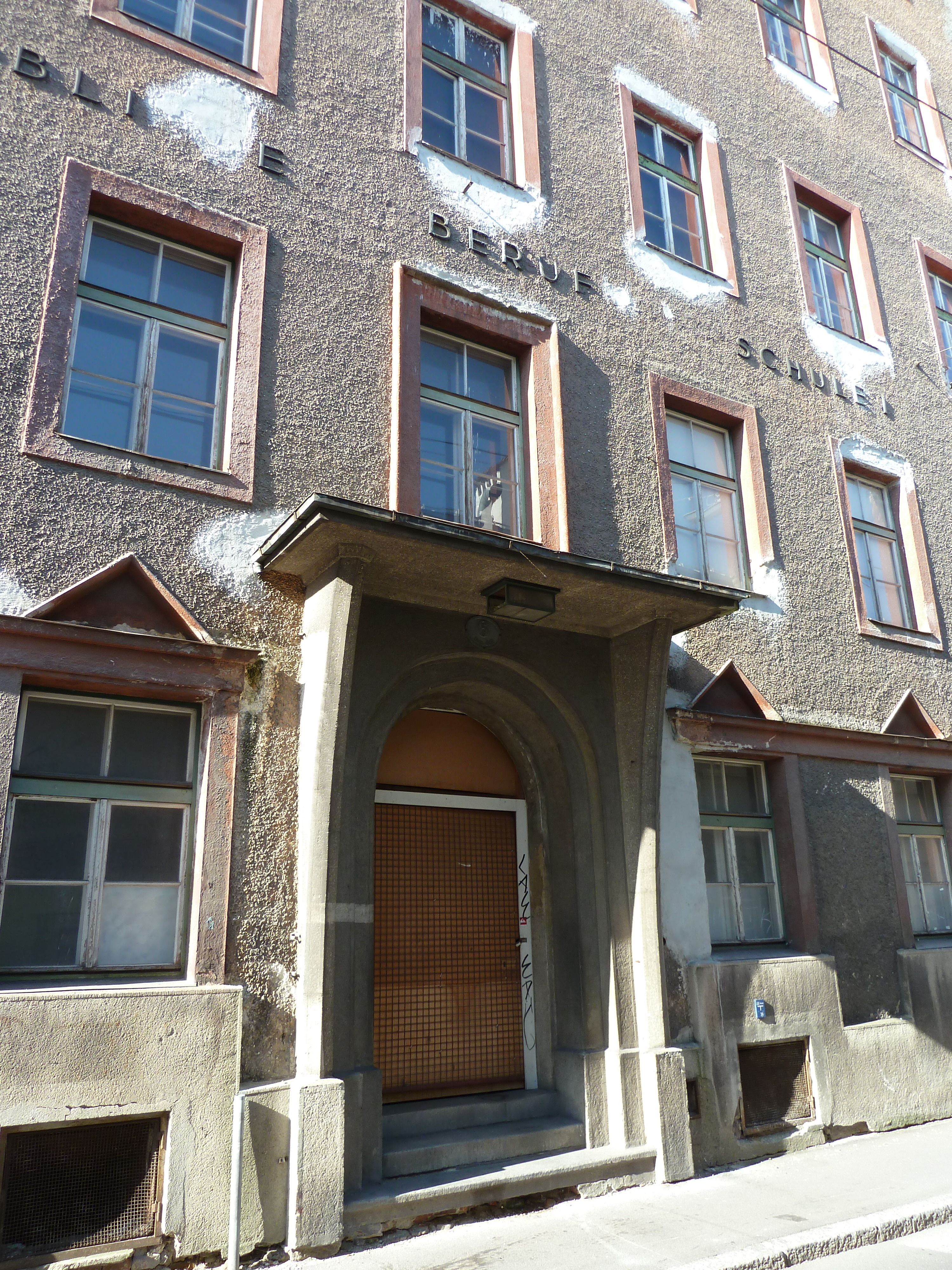
Steingasse 6

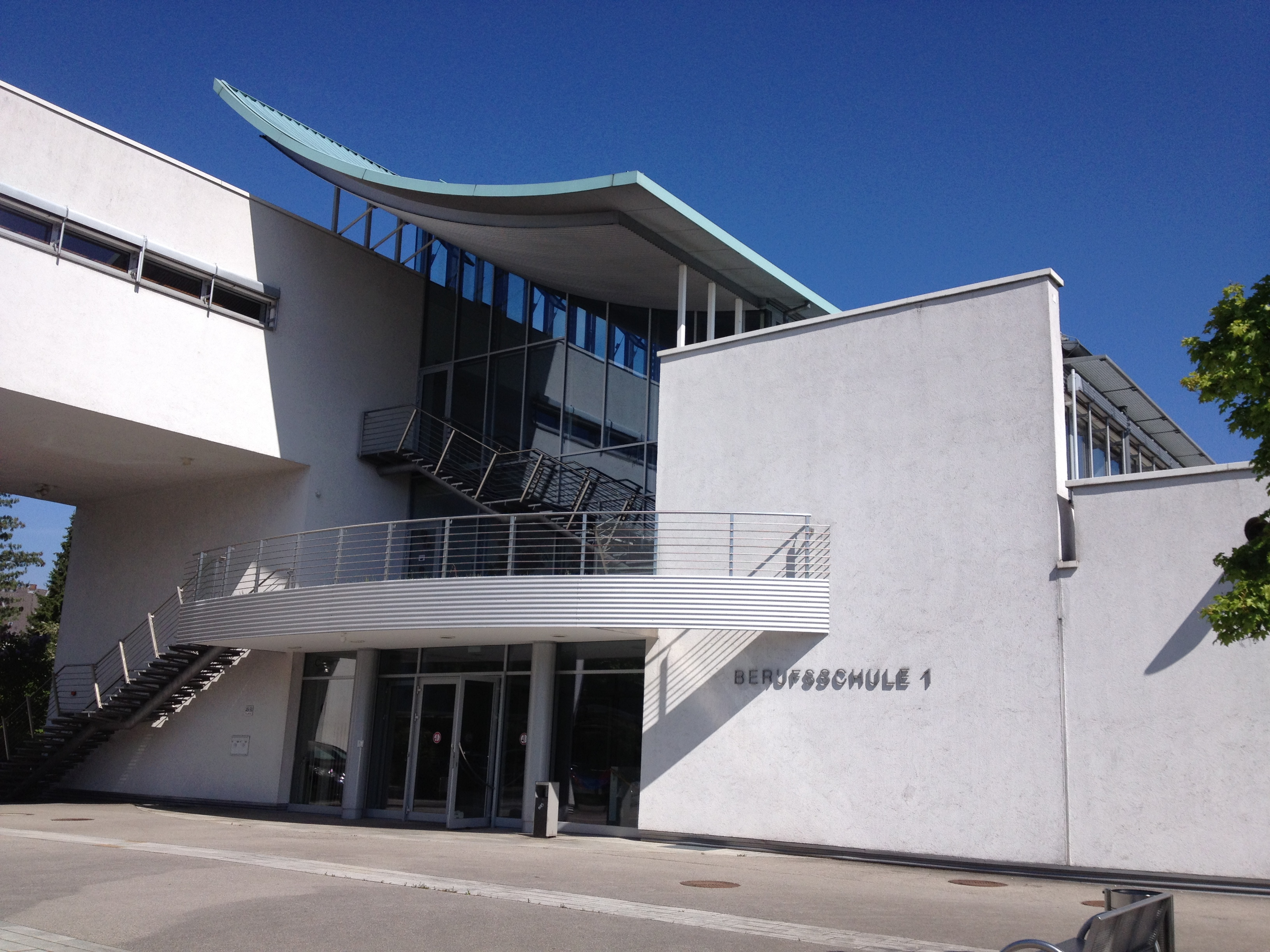
Vorderansicht Schule BS1

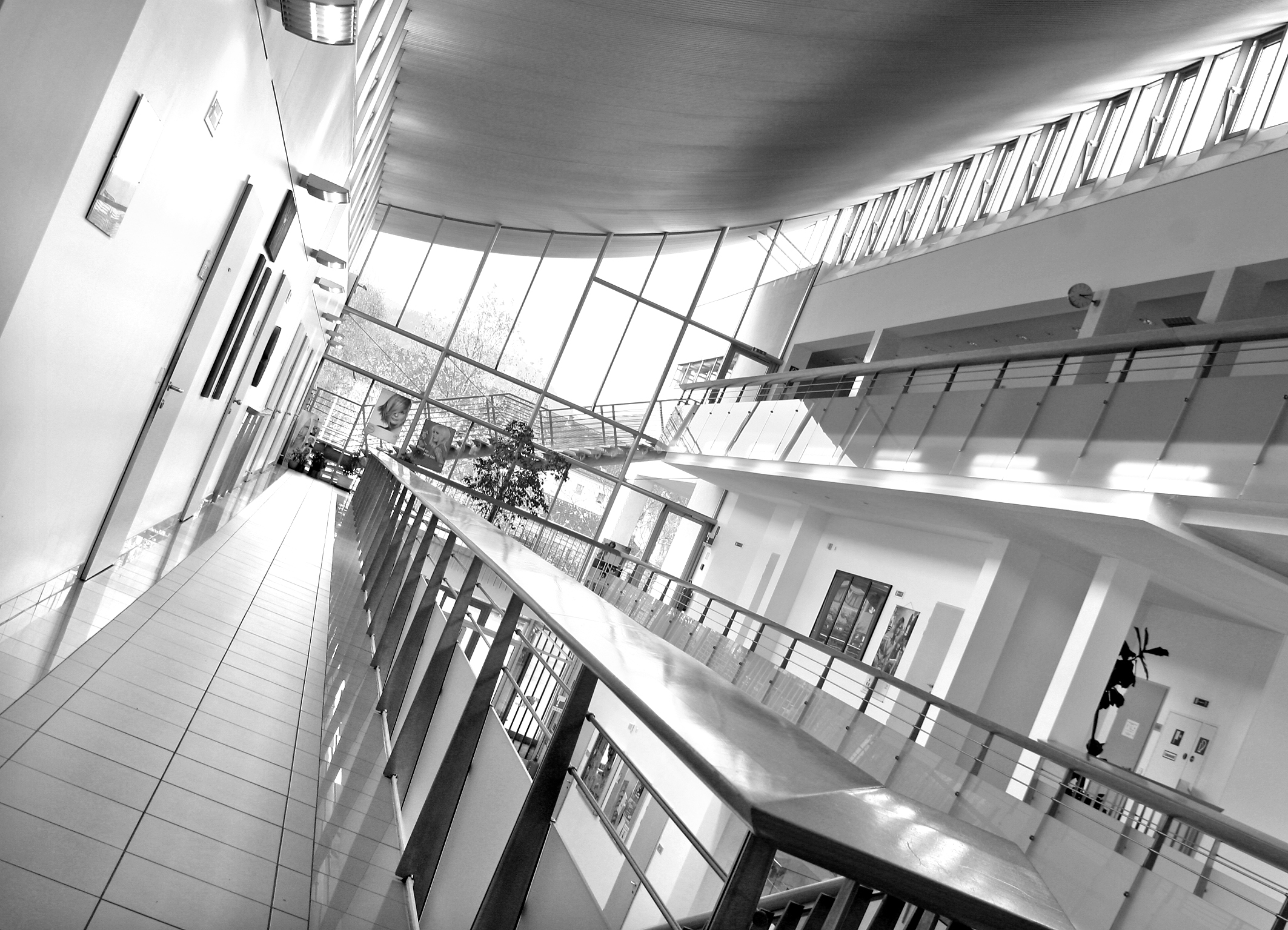
Innenansicht

Die Berufsschule Linz 1 ist die älteste Berufsschule Oberösterreichs. Der ursprüngliche Standort der Schule befindet sich in der Steingasse in der Linzer Innenstadt. Das Gebäude in der Steingasse wurde 1837 von Baumeister Johann Metz errichtet und im Jahre 1861 erstmals als Schulgebäude (für eine Realschule) genutzt. Ab 1909 wurde die Schule als Fortbildungsschule und Realschule verwendet. Die Realschule wechselte im Jahre 1909 ihren Standort in die Fadingerstraße in Linz. Im Schuljahr 1900/1901 besuchte Adolf Hitler die Realschule in der Steingasse, wobei dieser jedoch nach seinem mäßigen Schulerfolg vier Jahre später nach Steyr wechselte. Das Schulgebäude in der Steingasse wurde unter Denkmalschutz gestellt, da es mit Adolf Hitler in Verbindung gebracht werden kann.
Im Jahre 1927 wurde die Fassade des Schulgebäudes nach einem Entwurf von Curt Kühne und dem Stadtbauamt neu gestaltet und zeigt sparsame Dekorelemente.
Seit 1955 ist die Schule eine reine Berufsschule. Verschiedene Lehrberufe, wie Herrenkleidermacher, Damenkleidermacher, Kürschner, Modisten, Stricker, Wäschewarenerzeuger (Sticker), Friseure, Buchdrucker, Kunstgewerbe (Goldschmiede, Lithographen, Photographen), Bäcker, Zuckerbäcker, Müller, Fleischhauer, Molker (Milchverarbeitung) und Käser (Käseerzeuger) wurden hier unterrichtet.
Die Schüler wurden sowohl fachlich als auch praktisch ausgebildet. Auch allgemeinbildende Fächer wie Rechnungswesen, Schriftverkehr und Staatsbürgerkunde standen am Lehrplan.
Um das Schulgebäude zu modernisieren, erfolgte im Jahre 1959 der Einbau einer Zentralheizung. Im darauf folgenden Jahr fand die Absiedlung der Berufsschule 2 mit den Lehrberufen für Rauchfangkehrer und Hafner (Ofensetzer) statt. Berufsschule 6 und 7, welche heute für die kaufmännischen Lehrberufe zuständig sind, folgten dieser Absiedlung im Jahre 1966. Die Jahre 1969 und 1970 waren von Renovierungsarbeiten speziell im Werkstättenbereich geprägt. 1988 erfolgte die Absiedlung der Berufsschule 10 (zuständig für die Lehrberufe des Lebensmittelbereiches) aus der Steingasse und die gleichzeitige Aufnahme des Schulbetriebs in der Glimpfingerstraße 8d. Dort entstand ein großer Berufsschulkomplex, der mittlerweile drei Berufsschulen beherbergt. 1989 starteten die Vorbereitungen der Landesanstaltendirektion und des Landesschulrates für Oberösterreich für die Realisierung des Neubaus der Berufsschule 1 in Linz.
Anfang 1990 erfolgte die Ausschreibung eines Architektenwettbewerbs für den Bau der Berufsschule 1 in Linz. Am 20. November 1990 entschied die Jury, das Projekt des Architektenbüros TEAM-M, mit W. Steinlechner, E. Pertlwieser und W. Ableidinger, zu realisieren. Am 9. Juni 1992 wurde das Bauvorhaben begonnen. Bei der Realisierung des Projektes wurde auch auf ökologische Gesichtspunkte Rücksicht genommen. Um bei der Warmwasseraufbereitung auf die Umwelt zu achten, wurde eine Solaranlage verwirklicht.
Am 19. April 1995 wurde der Schulbetrieb im neuen Gebäude in der Reindlstraße 48–50 in Linz/Urfahr aufgenommen.
10 Jahre später (2005) wurde die Gartenanlage erneuert. Im Zuge dieser Neugestaltung wurden ein Naturteich und ein „grünes Klassenzimmer“ errichtet. Der aus dem Mühlviertel stammende Künstler und Steinbildhauer Gerhard Eilmsteiner gestaltete einen Granitbrunnen und Granitskulpturen.

## Angebot
Die Schule bietet die schulische Ausbildung im Rahmen der dualen Ausbildung für fünf verschiedene Lehrberufe an:
- Friseur (Stylist) (FUP)
- Kosmetiker (KOS)
- Fußpfleger (SFP)
- Masseur (MAS)
- Fitnessbetreuer (FIT) (seit dem Schuljahr 2011/12)[19]

Der Lehrberuf des Friseurs sowie des Fitnessbetreuers wird in drei Lehrjahren erlernt. Die Ausbildungszweige Kosmetik bzw. Fußpflege haben je eine zweijährige Lehrzeit. Es ist jedoch möglich, die Berufe Kosmetik und Fußpflege zu kombinieren, dann ergibt sich eine dreijährige Lehrzeit. Diese Kombination der Ausbildung wird von den meisten Lehrlingen gewählt.
Die Ausbildung zum Masseur erfolgt in drei Jahren.
Für jeden der angeführten Berufe gibt es einen genauen Lehrplan, der vom Bundesministerium für Bildung, Wissenschaft und Forschung vorgegeben wird.

### Ausstattung
Die Schule verfügt über drei große helle Friseurwerkstätten mit je 15 Arbeitsplätzen, eine Kosmetikwerkstätte und eine Fußpflegewerkstätte mit je 15 Arbeitsplätzen, einen Massagebereich mit 12 Massagetischen, sowie eine Unterwassermassage. Für die Ausbildung Fitnessbetreuer steht ein großes Fitnessstudio für Kraft- und Ausdauertraining sowie ein verspiegelter Bewegungsraum für Aerobic und andere Bewegungseinheiten zur Verfügung. Für den Unterricht stehen weiters ein Computerraum, ein Verkaufsraum sowie Räumlichkeiten für den Haararbeitsunterricht zur Verfügung. Ein kleines Museum über die Geschichte des Friseurberufs wurde eingerichtet.

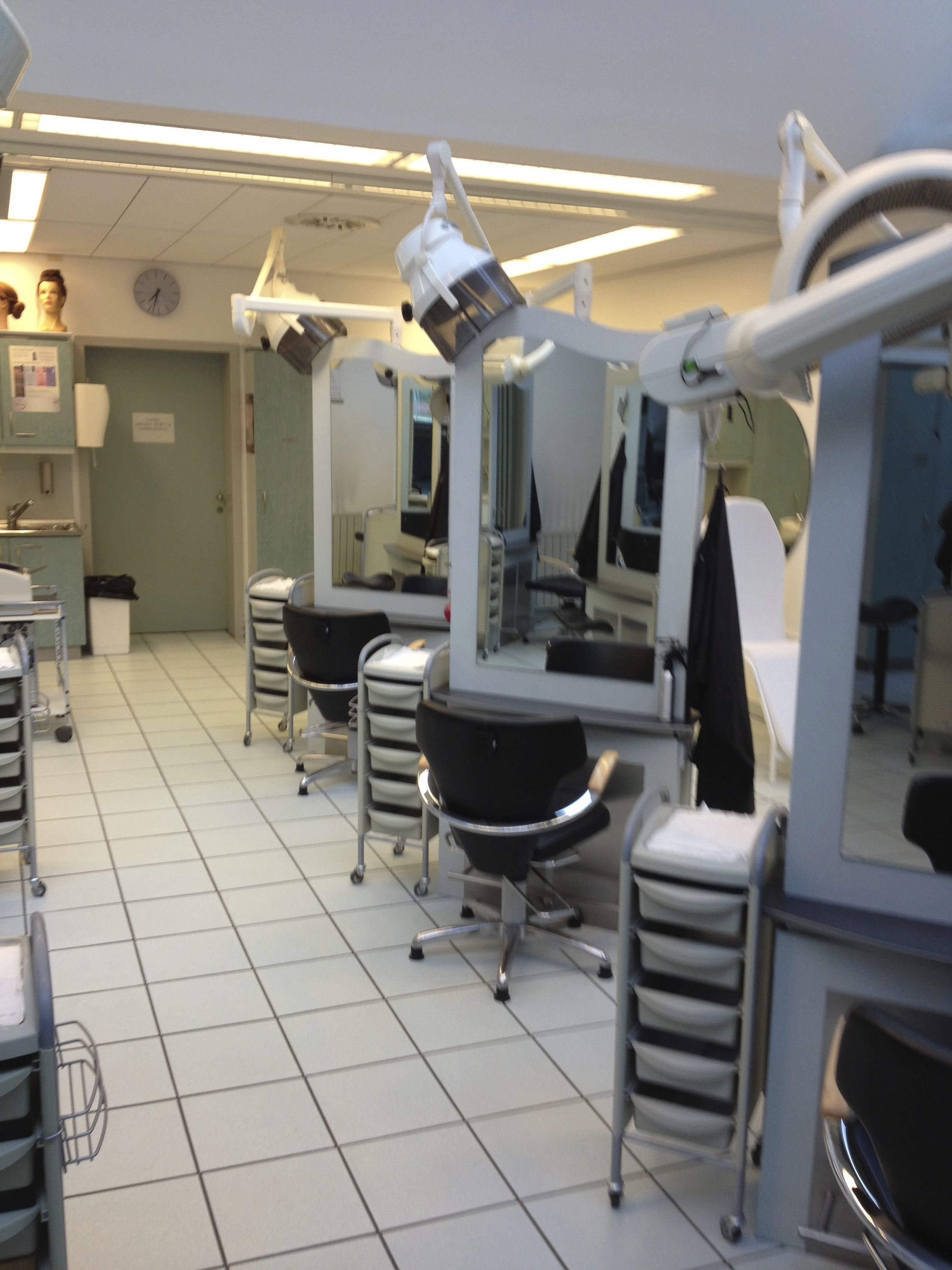
Friseurwerkstätte
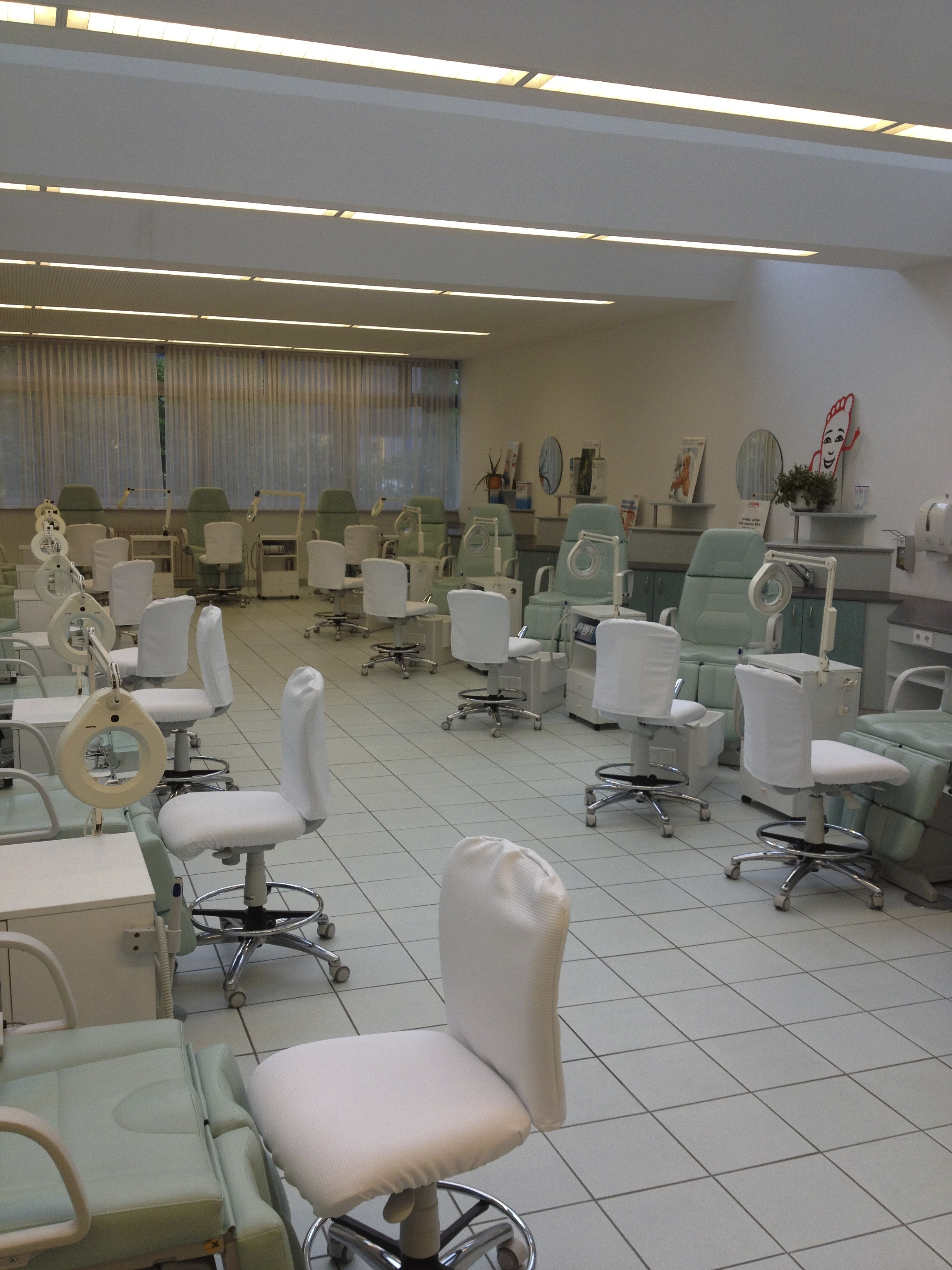
Fußpflegewerkstätte
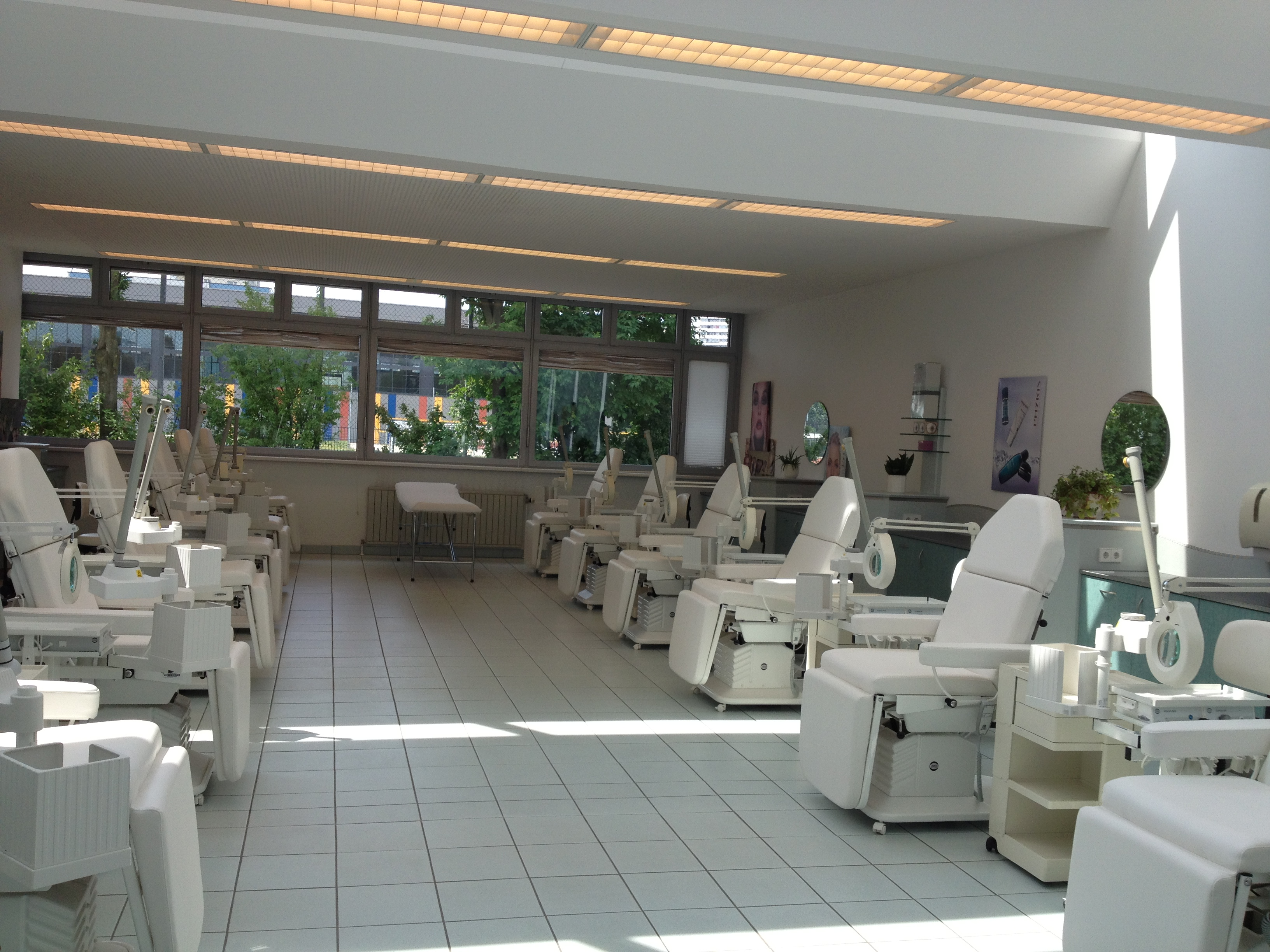
Kosmetikwerkstätte
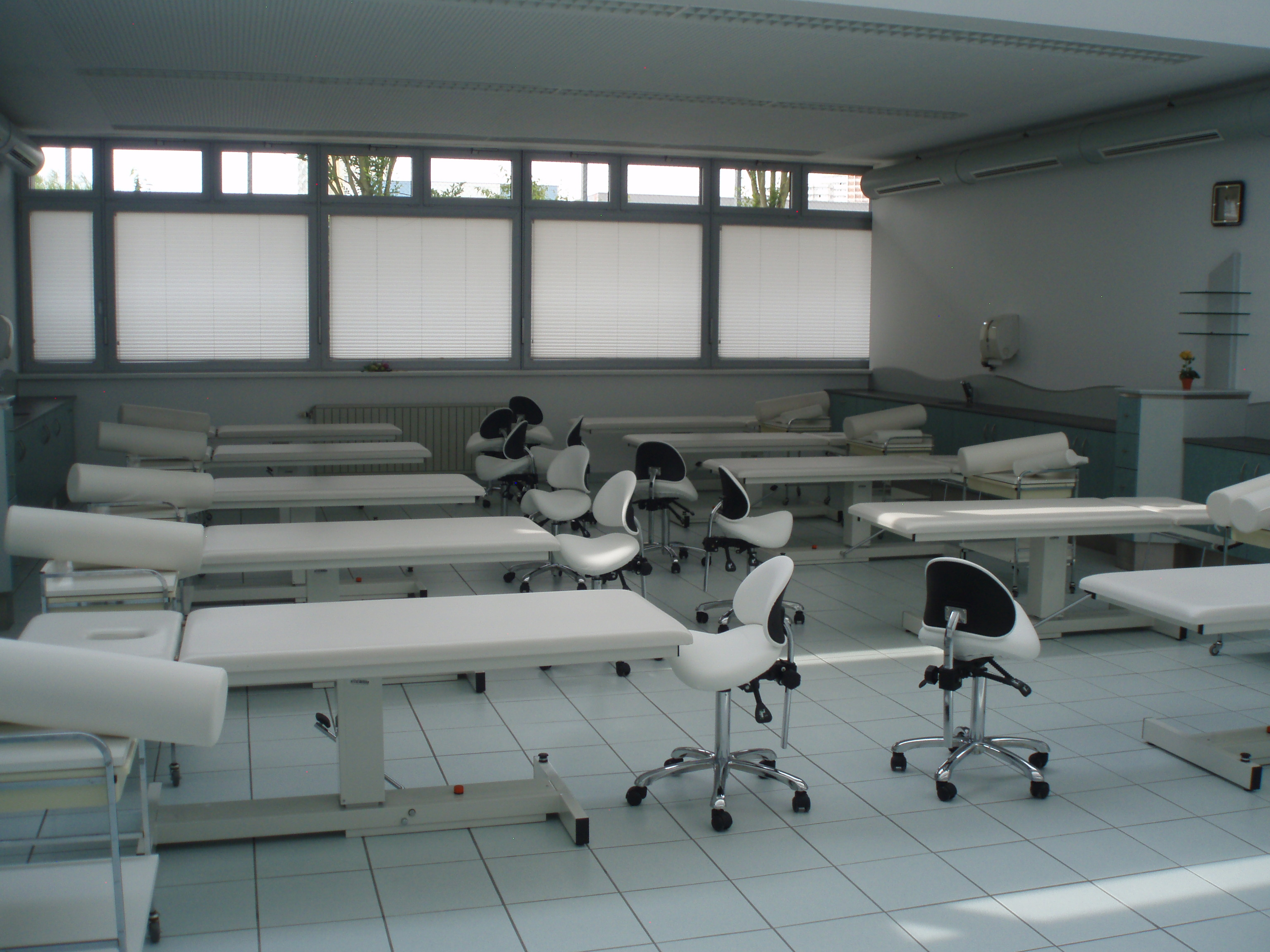
Massageraum
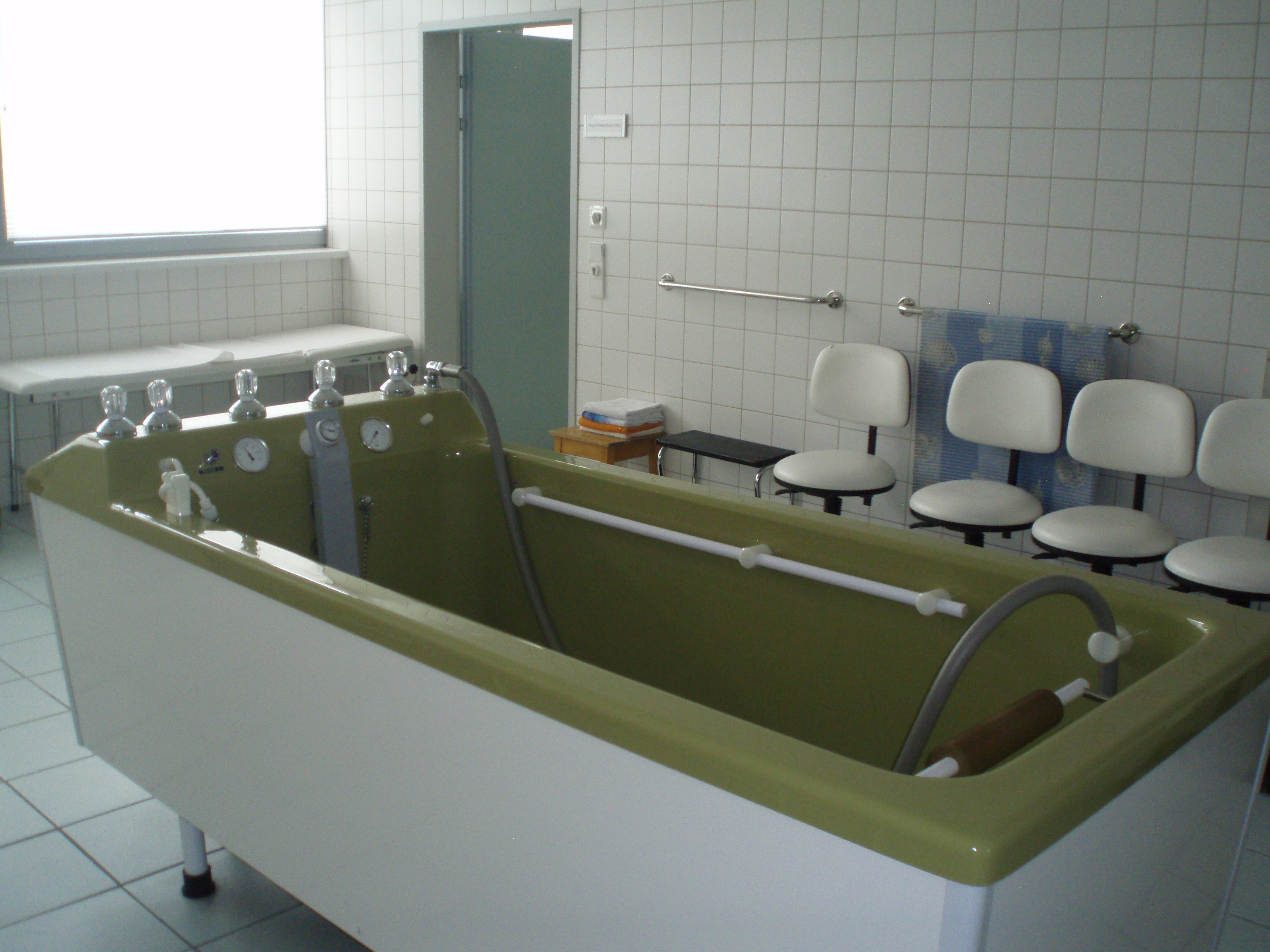
Unterwassermassage
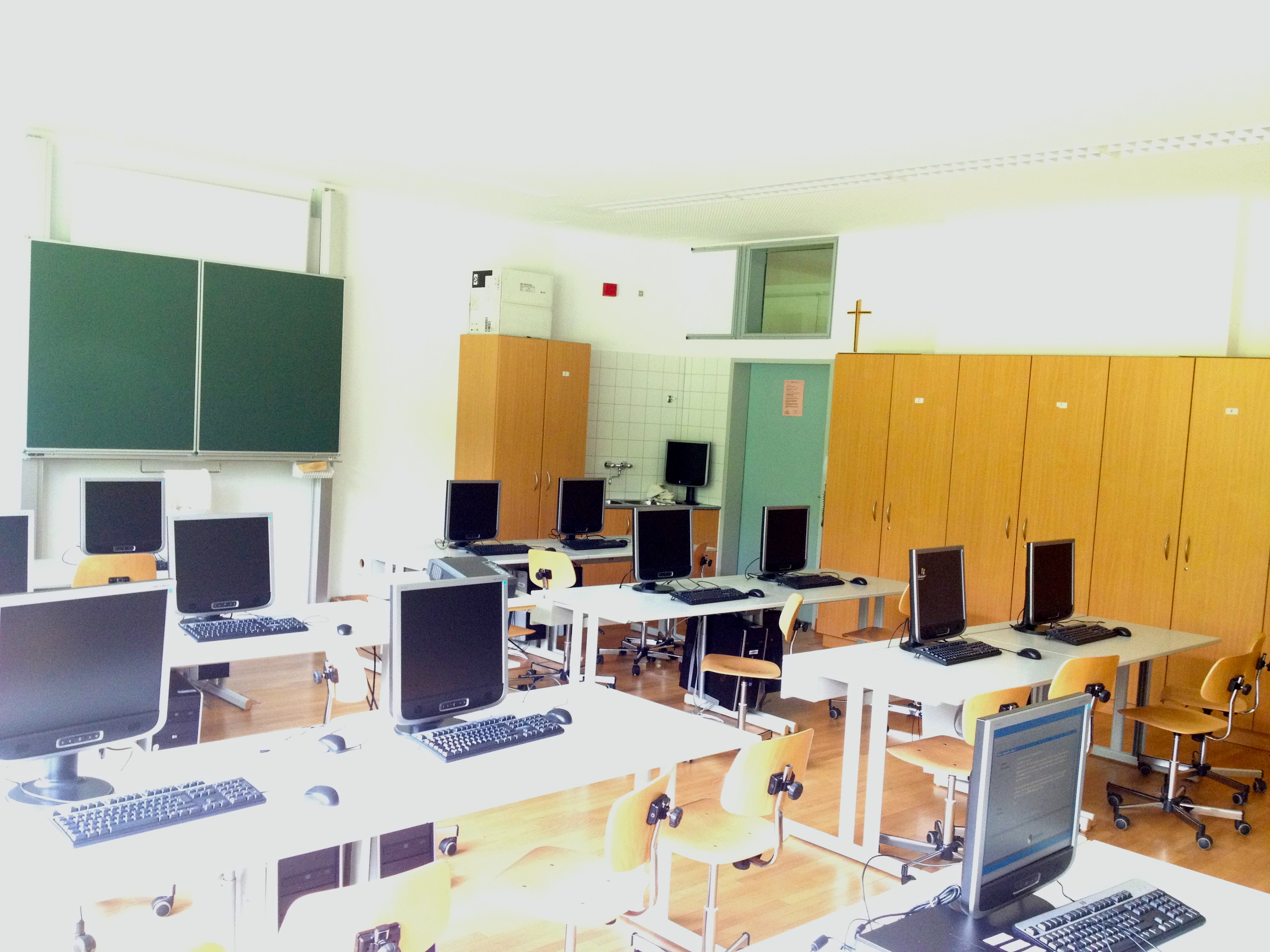
Computerraum
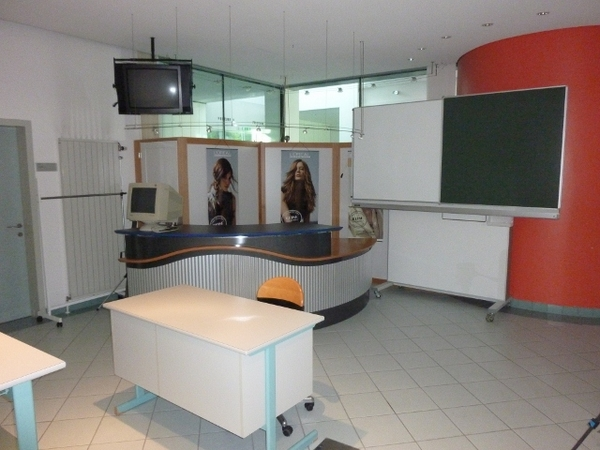
Verkaufsübungsraum
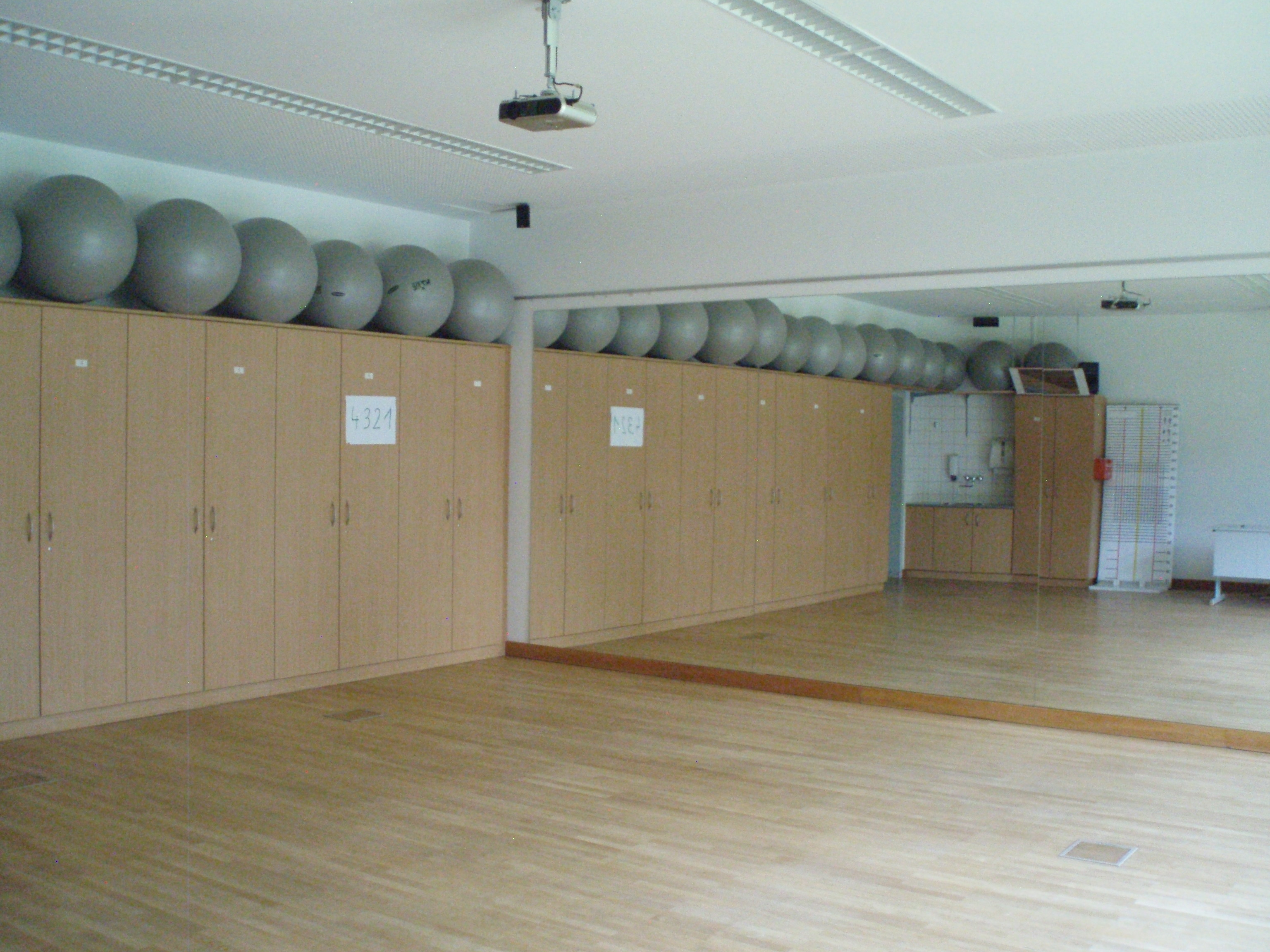
Bewegungsraum
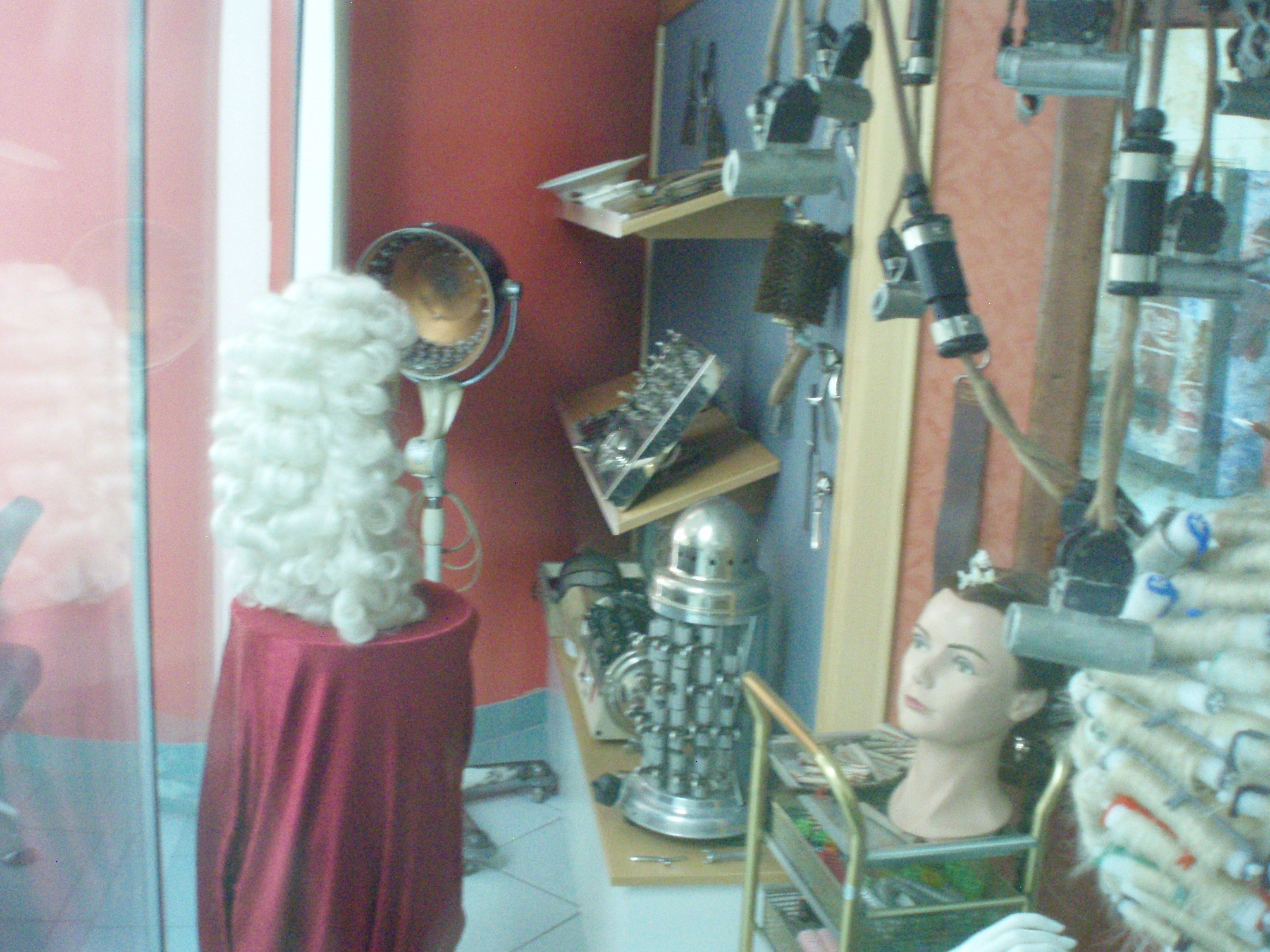
Museum

## Organisation
Jeder Lehrling, der einen gültigen Lehrvertrag abgeschlossen hat, ist verpflichtet, eine Berufsschule zu besuchen. Die BS Linz 1 ist die Sprengelberufsschule für alle Friseur-, Fitnessbetreuer-, Kosmetik-, Fußpflege- und Masseur-Lehrlinge, deren Betriebe in Oberösterreich angesiedelt sind. 
Friseure (Stylisten), Fitnessbetreuer und Masseure besuchen die Schule im Blockunterricht, Kosmetiker und Fußpfleger werden im Jahresunterricht beschult. Jahresunterricht bedeutet, dass der Lehrling/Schüler einmal in der Woche während des Schuljahres die Berufsschule besucht. Beim Blockunterricht geht der Lehrling/Schüler in jedem Lehrjahr 10 ganze Wochen pro Jahr in die Schule.
Schüler, die aufgrund eines sehr langen Anfahrtsweges im Blockunterricht nicht täglich die Heimreise antreten können, haben die Möglichkeit, in einem der umliegenden Internate zu wohnen. Das nächstgelegene Internat ist das Franziska-Salesia Heim. Ebenfalls genützt werden können die Internate der Berufsschule Linz 2 in der Turmstraße oder in der Neuhoferstraße und die Internate der Berufsschule Linz 8 in der Glimpfingerstraße und der Senefelderstraße.

## Direktoren der Schule
Direktoren der Schule ab dem Jahre 1937:
- 1937–1955 Paul Reitzner
- 1956–1967 Arthur Ernst Schäubinger
- 1968–1977 Franz Danspeckgruber
- 1978–1983 Johann Karlhuber, freigestellt für den Zentralausschuss für Berufsschullehrer
- 1978–1983 Johann Hinterer, mit der Leitung betraut, da Johann Karlhuber für den Zentralausschuss freigestellt war
- 1984–1992 Harald Gundacker
- 1992–1995 Gertraud Aigner
- 1995–1995 Christel Fichtel, mit der Leitung betraut
- 1995–2005 Gerhard Öhlsinger[28]
- 2006–2013 Wolfgang Schröder
- seit 2014 Edith Eisner